# 테레사 힐
테리사 힐(Teresa Hill, 1969년 5월 9일 ~ )은 미국의 배우이다.

## 영화
- 엽기 캠퍼스 (2002년)
- 뉴 위민 (2001년)
- 할리우드 게임 (2001년)
- 사랑보다 아름다운 유혹 2 (2000년) - 릴리 역
- 트윈 폴스 아이다호 (1999년)
- 서클스 (1998년)
- 어디에도 없는 영화 (1997년)
- 바이오돔 (1996년)
- 베일 속의 음모 (1994년)
- 조종자 5 (1994년)
- 조종자 4 (1993년)
- 가딩 라이트 (1952년)